# Матфридинги
Матфри́динги (нем. Matfriede) — один из старейших европейских знатных родов франкского происхождения. Первые несколько поколений рода носили имя Жерарди́ды (фр. Girardides, нем. Gerhardiner) или Адаларди́ды (фр. Adalhardides, нем. Adalharden). Начиная с IX века род получил своё более позднее имя.

## История
Существовало 2 рода Матфридингов. Родоначальником первого был Матфрид I (умер в 836 году), граф Орлеана. Во время восстания сыновей императора Людовика I Благочестивого он принял сторону Лотаря I. Сын Матфрида I, Матфрид II (ок. 820 — после 882 года), граф в Айфельгау в 855—882 годах, служил сыну Лотаря I, Лотарю II, королю Лотарингии. У него осталась только дочь, вышедшая замуж за Адаларда II, графа Меца.
Родоначальником второго рода был Жерар I (умер в 779), граф Парижа с 753 года. Они владели графством Парижским до 841 года, когда граф Жерар II перешёл на сторону императора Лотаря. Лотарь сделал Жерара своим пфальцграфом, а в 844 году — герцогом Лиона и Вьенна. После смерти Лотаря в 855 году Жерар II стал опекуном и фактическим правителем Прованса при малолетнем короле Карле, сыне Лотаря. Позже Жерар был советником короля Лотаря II. Но после смерти Лотаря Жерар отказался признать Мерсенский договор и лишился своих владений.
Брат Жерара II, Адалард Сенешаль, при жизни императора Людовика I был его сенешалем. В отличие от старшего брата, Адалард после смерти Людовика оказался при дворе короля Карла Лысого, на которого имел большое влияние, чему способствовало то, что Адалард спас Карла в битве при Фонтене. В 842 году Адалард женил Карла на своей племяннице Ирментруде, дочери покойного графа Орлеана Эда и сестры Адаларда Ингельтруды. Но в 849 году при дворе Карла Лысого приобрели большое влияние Вельфы, родственники матери Карла, из-за чего Адалард переехал в Лотарингию на службу к императору Лотарю I. После смерти императора Лотаря Адалард служил его сыну Лотарю II, но в 861 году, после сближения Лотаря с Людовиком Немецким, Адалард был вынужден перебраться опять к Карлу Лысому, где получил графство Отён. В 865 году он опять вернулся в государство Лотаря. Позже Адалард неудачно пытался выдать замуж свою дочь за Людовика Молодого, сына короля Людовика Немецкого.
Сын Адаларда, Адалард II, упоминается в 872—889/890 годах как граф Меца и, соответственно, Мозельгау. Скорее всего эти владения он получил как наследство отца. В 880 году Адалард II победил Гуго, незаконного сына короля Лотаря II. В 882 году он на среднем Мозеле неудачно сражался при Ремихе против норманнов.
Потомки Адаларда были графами в Меце, а также владели различными владениями в Эльзасе и Лотарингии. В 1047 году император Генрих III передал под управление графу Адальберту герцогство Верхняя Лотарингия, которое после смерти Адальберта перешло к его брату Герхарду I, который стал родоначальником Эльзасского дома (или дома Шатенуа), различные ветви которого с небольшим перерывом правили в Лотарингии до 1736 года.

## Генеалогия

### Жерардиды
Жерар I (ок.708 — 779), граф Парижа; жена: Ротруда
- Стефан I (ок. 754 — 16 августа 815), граф Парижа с 779; жена: Амальтруда
  - Бертрада
- Ротильда
- Бего (ок. 755/760 — 28 октября 816), граф Парижа с 815; 1-я жена: N; 2-я жена: с ок. 806 Альпаиса (794 — 23 июля 852), аббатиса монастыря Сен-Пьер-ле-Бас в Реймсе с 816, незаконнорождённая дочь императора Людовика I Благочестивого
  - (от 1-го брака) Сюзанна; муж: с 825/830 Вульфгард (Вульфард) I, граф в Аргенгау
  - (от 2-го брака) Лето II (ок. 806 — 3 января 858/859), граф Парижа
  - (от 2-го брака) Эбергард (ок. 808—861/871), граф в Северной Бургундии
    - Бего II (ум. после 861), граф Парижа
- Лето I (760/765 — после 813), граф Фезансака с 801
  - Жерар II ок. 800—878/879), граф Парижа до 834 — ок. 841, граф (герцог) Вьенна и Лиона в 844—870; жена: с ок. 819 Берта (ум. 873), дочь Гуго III, графа Тура и Буржа
    - Терри (ум. 845)
    - Ава

  - Ангельтруда (ок. 805 — после 835); муж: Эд (уб. 834), граф Орлеана
  - Адалард I Сенешаль (ок. 810 — после 865), сенешаль императора Людовика Благочестивого в 831—840, маркиз Нормандской Нейстрийской марки в 861—865, родоначальник рода графов Меца

### Матфридинги, графы Меца
Адалард I Сенешаль (ок. 810 — после 865), сенешаль императора Людовика Благочестивого в 831—840, маркиз Нормандской Нейстрийской марки в 861—865
- Стефан (ум. после 18 сентября 882), граф
- Адалард II (ум. 890), граф Меца; жена: N, дочь Матфрида II, графа в Айфельгау
  - Стефан (ум. после 900), граф Шамона, граф в Бидгау
  - Герхард (Жерар) I (ок. 870/875 — 22 июня 910), граф Меца; жена: с после 13 августа 900 Ода Саксонская (875/880 — после 952), дочь герцога Саксонии Оттон I Светлейший, вдова Цвентибольда, короля Лотарингии
    - Викфрид (ум. 9 июля 953), аббат монастыря Св. Урсулы в Кёльне, дьякон в 922, архиепископ Кёльна с 924, архиканцлер Восточно-Франкского королевства в 950
    - Ода (ум. после 18 мая 963); муж: Гозело (Гозлин) (ок. 914—942), граф в Бидгау
    - дочь; муж: N из Баварии
    - Готфрид (ок. 905/910 — 26 марта после 949), граф в Юлихгау, пфальцграф Лотарингии; жена: Ирментруда (ок. 908/909 — ?), дочь короля Западно-Франкского королевства Карла III Простоватого и его первой жены Фределуны
      - Готфрид I (ок. 925/935 — 5 августа 964), граф Эно (Геннегау) с 958, вице-герцог Нижней Лотарингии с 959; жена: Альпаиса
        - Годфруа (ум. до 981)
        - Арно (ум. 22 октября 1002/1010), родоначальник сеньоров де Флоренн

      - Герберга (после 934 — ок. 995); муж: Мегингос (ум. 14 января ок. 998), граф в Гелдерне и Цютфене
      - Гебхард
      - Герхард (Жерар) II (ок. 930/935 — после 963), граф Меца в 963
        - (?) Ричард (ок. 950/955 — после 986), граф Меца в 982
          - Герхард (Жерар) III (ум. ок. 1021/1033), граф Меца в 1006; жена: Эва (ум. после 18 июня 1040), дочь графа Люксембурга Зигфрида и Гедвиги
            - Зигфрид (ум. 27 августа 1017/3 февраля 1020)
            - (?) Берскинда, аббатиса Ремиремона в 1030/1040

          - Адальберт II (ум. 1 февраля/30 июня 1037), граф Меца; жена: Юдит, возможно сестра Зигфида, графа Люксембурга
            - Герхард (Жерар) IV (ум. 1045), граф Меца с 1037; жена: Гизелла
              - Адальберт (ум. 11 ноября 1048), граф Лонгви, герцог Верхней Лотарингии с 1047
                - (?) Эрмезинда де Лонгви; муж: Конрад I (ум. 8 августа 1086), граф Люксембурга с 1056/1059

              - Герхард (Жерар) I (ум. 14 апреля или 11 августа 1070), граф Меца (Герхард V), герцог Верхней Лотарингии с 1048
                - Лотарингский дом

              - Конрад
              - Адальберон
              - Беатрис, монахиня в Ремиремоне
              - Одельрих (ум. после 1065)
              - Куоно
              - Ода
              - Азелина
              - Ида
              - Адельгейда

          - Адельгейда (ок. 975 — 19 мая 1039/1046); 1-й муж: Генрих Шпейерский (ум. ок. 20 сентября 989/1000), граф Вормсгау; 2-й муж: N
            - (от 1-го брака) Конрад II, император Священной Римской империи

        - (?) Герхард (Жерар)

      - Адалард

  - Матфрид (ум. 19 августа ок. 930), граф Меца; жена: Лантсинда, дочь Радальда
    - Адальберт I (ум. 27 января или 10 февраля 944), граф Меца; жена: Лиутгарда (ум. после 4 августа 960), дочь пфальцграфа Лотарингии Вигериха и Кунигунды
      - Матфрид; жена: N, родственница Вигфрида, епископа Вердена
      - (?) Лиутгарда; муж: Роберт I (ок. 920/925 — 974/981), граф Ломма (Намюра)

    - Бернон, епископ Вердена в 928—939
    - дочь; муж: Ламберт

  - Ришер (Рише) (ум. 23 июля 945), аббат Прюмского монастыря 899, епископ Льежа 920
  - Валахо (ум. после 900)
- дочь; в 865 году она была помолвлена с Людовиком III Младшим (835 — 20 января 882), королём Саксонии и король Баварии